# Furacão Jose
O Furacão Jose foi um ciclone tropical que estava próximo da região do Médio Atlântico, na costa leste dos Estados Unidos. É a décima tempestade nomeada, o quinto furacão e o terceiro grande furacão da Temporada de furacões no Atlântico de 2017. Em 31 de agosto, uma onda tropical deixou a costa da África Ocidental e se transformou em uma tempestade tropical seis dias depois. Um período de intensificação rápida se deu em 6 de setembro, quando o Furacão Jose atingiu a intensidade de furacão. Em 8 de setembro, atingiu sua intensidade máxima como furacão de Categoria 4.
Inicialmente projetado para impactar as Antilhas já afetadas pelo Furacão Irma, o Furacão Jose trouxe ventos de força de tempestade tropical para a ilha evacuada e catastroficamente destruída de Barbuda antes de mudar de caminho. Este foi a primeira e até agora única vez na história do Atlântico que dois furacões ativos simultaneamente registraram velocidades de vento de pelo menos 150 mph (240 km/h). Em 14 de setembro, o Furacão Jose foi rebaixado para uma tempestade tropical. Um dia depois, o Furacão Jose foi atualizado para um furacão, depois que um avião do Esquadrão de Reconhecimento Meteorológico da Força Aérea dos Estados Unidos voou para dentro e determinou que a velocidade do vento era de 65 nós, acima do mínimo necessário para que fosse considerado um furacão. No entanto, desde 14 de setembro não atingiu o status de grande furacão. Em 19 de setembro, o Furacão Jose foi mais uma vez rebaixado para a categoria de tempestade tropical. Em 22 de setembro, foi redesignado como um ciclone extratropical.